# L'Impromptu de la garnison de Namur
L'Impromptu de la garnison de Namur est une comédie anonyme composée dans les Pays-Bas espagnols après la reddition de Namur devant les troupes françaises en juin 1692. Elle fut revue par Dancourt et joué à la Comédie-Française le 26 juillet 1692 sous le nom de L'Impromptu de garnison.